# Oussama Tannane
Oussama Tannane (ur. 23 marca 1994 w Tetuan) – holendersko-marokański piłkarz występujący na pozycji napastnika we francuskim klubie AS Saint-Étienne oraz w reprezentacji Maroka. Wychowanek PSV Eindhoven, w swojej karierze grał także w takich zespołach jak Heerenveen oraz Heracles Almelo. Były reprezentant Holandii do lat 21.